# Küssnacht (district)
Küssnacht is een district van het kanton Schwyz. Het vormt een politieke eenheid met de gelijknamige gemeente. Tot de gemeente Küssnacht, voorheen Küssnacht am Rigi, behoren behalve de plaats Küssnacht ook nog de plaatsen Immensee en Merlischachen.
| Wapenschild | Gemeentenaam | Inwoners (dec 2006) | Oppervlakte (km2) | Gemeente nummer |
| ----------- | ------------ | ------------------- | ----------------- | --------------- |
| Küssnacht   | Küssnacht    | 11.675              | 36,2              | 1331            |
|             | Totaal       | 11.675              | 36,2              | 0504            |

Einsiedeln · Gersau · Höfe · Küssnacht · March · Schwyz